# داویویندا
داویویندا (به اسپانیایی: Davivienda) بانک کلمبیایی است، که در زمینه ارائه خدمات بانکداری خرد، کارت‌های اعتباری، بانکداری شرکتی و عرضه وام مسکن فعالیت می‌کند.
بانک داویویندا در سال ۱۹۷۲ تأسیس شد و در حال حاضر پس از بانکلمبیا و بانکو دی بوگوتا، سومین بانک بزرگ کلمبیا می‌باشد.
شعبه مرکزی این بانک در شهر بوگوتا قرار دارد و بخشی از سهام آن در بازار بورس کلمبیا معامله می‌شود.